# Uspenka (Baixkíria)
|  | Per a altres significats, vegeu «Úspenka». |

Uspenka (en rus: Успенка) és un poble de Baixkíria, a Rússia, que en el cens del 2010 tenia 87 habitants. Pertany al districte d'Arkhànguelskoie.